# Чжан Чэнлун
Чжан Чэнлу́н (кит. упр. 张成龙, пиньинь Zhāng Chénglóng, род. 12 мая 1989) — китайский гимнаст, бронзовый призёр Олимпийских игр 2016 года в командном первенстве, чемпион мира и олимпийский чемпион.
Чжан Чэнлун родился в 1989 году в Биньчжоу провинции Шаньдун.
В 2009 году сборная провинции Шаньдун, в которую входил Чжан Чэнлун, заняла второе место на Спартакиаде народов КНР. В 2010 году он завоевал две золотые медали на чемпионате мира, и три — на Азиатских играх. В 2011 году Чжан Чэнлун стал обладателем золотой и серебряной медалей чемпионата мира, а в 2012 году — золотой медали Олимпийских игр.